# Ismael Díaz (Fußballspieler, 1997)
Ismael Díaz de León (* 12. Mai 1997 in Panama-Stadt) ist ein panamaischer Fußballspieler auf der Position eines Stürmers. Seit September 2012 steht er im Aufgebot des Tauro FC mit Spielbetrieb in der Liga Panameña de Fútbol, der höchsten panamaischen Profiliga. Im August 2015 wurde er an den portugiesischen Erstligisten FC Porto verliehen, wo er vorrangig für die zweite Mannschaft mit Spielbetrieb in der zweitklassigen Segunda Liga zum Einsatz kommt.

## Vereinskarriere

### Karrierebeginn in der Heimat
Ismael Díaz wurde am 12. Mai 1997 in der panamaischen Hauptstadt geboren und begann hier noch als Kind seine Fußballkarriere im Nachwuchsbereich des Tauro FC, einem der Gründungsmitglieder der damaligen ANAPROF, der höchsten Fußballspielklasse des Landes. Im Alter von 15 Jahren und 113 Tagen gab Díaz am 2. September 2012 sein Profidebüt beim amtierenden Meister, erzielte hierbei auch seinen ersten Profitreffer und saß in weiterer Folge des Öfteren auf der Ersatzbank oder wurde vom damaligen Trainer Gonzalo Soto eingesetzt. Bis zum Ende der Apertura 2012 brachte es Díaz auf acht von 18 möglich gewesenen Ligaeinsätzen, wobei er mit dem Team den sechsten Platz im Endklassement erreichte. Weitere Einsätze folgten in der CONCACAF Champions League 2012/13, in der er in Spielen gegen Real Salt Lake und CS Herediano eingesetzt wurde.
Auch unter Rolando „El Ñato“ Palma, der das Traineramt von Dezember 2012 bis August 2014 ausübte, kam Díaz zu seinen Einsätzen, auch wenn er in der Clausura 2013 in keinem einzigen Ligaspiel im Kader stand, sondern erst wieder in der anschließenden Apertura 2013 eingesetzt wurde. Nachdem die Mannschaft die Clausura 2013 nach einem ersten Platz am Ende der regulären Saison und mit einem Halbfinalaus in den anschließenden Play-offs abgeschlossen hatte, triumphierte das Team rund um den mittlerweile 16-jährigen Angriffsspieler in der Apertura 2013. Auf den ersten Platz in der regulären Spielzeit folgte in den Play-offs ein 1:0-Finalsieg über den San Francisco FC, was für den Klub den zwölften Meistertitel in der Vereinsgeschichte bedeutete. Ismael Díaz kam dabei nur in zwei Ligapartien, darunter im Finale, zum Einsatz und blieb selbst ohne Torerfolg.
In der ab Januar stattfindenden Clausura 2014 kam Díaz, vor allem zwischen Februar und März, wieder vermehrt zum Einsatz und brachte es dabei bis zum Saisonende auf vier Ligaeinsätze. Die Mannschaftsleistung ließ im Vergleich zum Vorjahr jedoch nach, wobei die Mannschaft im Endklassement lediglich auf dem achten Platz rangierte und somit auch nicht an den Play-offs teilnahm. Nachdem aufgrund seiner internationalen Einsätze vermehrt Klubs aus dem Ausland auf ihn aufmerksam wurden, absolvierte er im Sommer 2014 ein Probetraining bei PSV Eindhoven, wurde von den Niederländern jedoch nicht verpflichtet. Dennoch wollte man ihn auf der Beobachtungsliste behalten und ihn gegebenenfalls im nachfolgenden Jahr als 18-Jährigen verpflichten.
Auf dem Weg zur Stammkraft in seiner Mannschaft war Ismael Díaz daraufhin ab der Apertura 2014, in der er unter dem neuen Trainer Jorge Dely Valdés bereits mehrfach von Beginn an und sogar über die volle Spieldauer eingesetzt wurde. Unter dem vielfachen Ex-Nationalspieler schaffte er mit der Mannschaft nur knapp den Einzug in die abschließenden Play-offs, in denen das Team jedoch ebenso knapp im Halbfinale gegen Sporting San Miguelito im Elfmeterschießen unterlag. Des Weiteren wurde er während dieser Zeit in drei Spielen der CONCACAF Champions League 2013/14 (1× gegen Waterhouse FC und 2× gegen DC United) eingesetzt. Nach einem weiteren Trainerwechsel, der zu Beginn der Clausura 2015 mit José Alfredo Poyatos einen weiteren ehemaligen panamaischen Nationalspieler brachte, der jedoch nach zwei Monaten wieder durch den US-Panamaer Mike Stump ersetzt wurde, rangierte Díaz mit dem Tauro FC zum Saisonende wieder auf einem der hinteren Ränge. Jedoch arbeitete er selbst am stetigen Durchbruch, der ihm in dieser Spielzeit acht Ligaauftritte und zwei -tore, die er im März 2015 in zwei aufeinanderfolgenden Spielen binnen vier Tagen erzielte.

### Leihspieler in Portugal
Noch ehe sein Trainer Mike Stump vor Beginn der Apertura 2015 erneut ausgetauscht wurde und dabei abermals Jorge Dely Valdés das Traineramt übernahm, wechselte Ismael Díaz, der aufgrund seiner internationalen Einsätze von mehreren europäischen Klubs beobachtet wurde, am 14. August 2015 mit sofortiger Wirkung leihweise zum portugiesischen Erstligisten FC Porto. Sein dortiger Leihvertrag hat eine Laufzeit bis 30. Juni 2016, wobei vorgesehen ist, dass er vorrangig für die zweite Mannschaft mit Spielbetrieb in der zweitklassigen Segunda Liga zum Einsatz kommen soll, um sich so für die Erstligamannschaft zu behaupten. Sein Ligadebüt für den FC Porto B gab der Panamaer am 22. August 2015 bei einem 2:1-Heimsieg über den Hauptstadtverein Clube Oriental de Lisboa, als er von Beginn an zum Einsatz kam und ab der 73. Spielminute durch Rúben Macedo ersetzt wurde. In der portugiesischen Zweitklassigkeit etablierte er sich unter Luís Castro, unter dem er vorwiegend als Linksaußen zum Einsatz kommt, als einer der offensivstärksten Spieler der Liga, die das Team bereits seit der achten Spielrunde auf dem ersten Rang anführt. Bis dato (Stand: 24. Februar 2016) wurde Ismael Díaz in 27 Meisterschaftspartien eingesetzt, in denen er zwölf Treffer erzielte und neun weitere für seine Teamkollegen vorbereitete. Aufgrund seiner Erfolge bei der zweiten Mannschaft absolvierte er am 20. Januar 2016 auch ein Spiel des Erstligateams in der Taça da Liga 2015/16 gegen den FC Famalicão, als er in der 79. Minute für vielfachen portugiesischen Nachwuchsnationalspieler André Silva auf den Rasen kam. Am Ende dieser dritten Runde, einer K. o.-Gruppenphase, schied der FC Porto als Gruppenletzter vom laufenden Turnier aus.

### Weiterer Karriereverlauf
Mitte 2017 wechselte Díaz zu Deportivo Fabril, der zweiten Mannschaft von Deportivo La Coruña. In einer Saison absolvierte er 12 Ligaspiele mit sechs Treffern und ging dann nach Südamerika zum uruguayischen Klub El Tanque Sisley. 2020 kehrte der Flügelstürmer dann in seine Heimat zum Tauro FC zurück, wo er zwei Saisons blieb und dann nach Ecuador zu Universidad Católica del Ecuador wechselte.

## Nationalmannschaftskarriere
Über die Federación Panameña de Fútbol repräsentierte Ismael Díaz sein Heimatland erstmals im Jahre 2013, als er in den vorläufigen panamaischen U-17-Kader, der vor heimischen Publikum an der CONCACAF U-17-Meisterschaft 2013, dem Qualifikationsturnier der anschließenden U-17-Fußball-Weltmeisterschaft 2013 in den Vereinigten Arabischen Emiraten, teilnehmen sollte, einberufen wurde. Dabei war er neben dem zu diesem Zeitpunkt vereinslosen Moisés Gil, Luis Zuiga von Río Abajo und dem Vereinskollegen Ervin Zorrilla einer von vier teilnehmenden Stürmern der Panamaer. Als Nationalspieler wurde Díaz erstmals am 6. April 2013 im ersten Gruppenspiel gegen die Alterskollegen aus Jamaika eingesetzt. Nachdem er auch noch in weiteren nachfolgenden Länderspiel zum Einsatz gekommen war, zog er mit dem Team nach dem Gruppensieg in der Gruppe A und den Viertel- und Halbfinalssiegen über Trinidad und Tobago und Kanada ins Finale gegen Mexiko ein. Dort unterlagen die Panamaer mit 1:2, qualifizierten sich jedoch als Finalist, wie auch die restlichen Teilnehmer der Plätze 1 bis 4, für die U-17-Weltmeisterschaft in den Emiraten. Bei der Weltmeisterschaft kam er gleich ab dem ersten Gruppenspiel, einer 0:2-Niederlage gegen die usbekische U-17-Nationalelf, zum Einsatz, schied mit der Mannschaft jedoch noch in der Gruppenphase als Letzter der Gruppe C vom laufenden Turnier aus. Im Jahre 2013 wurde bei den Cable Onda Sports Awards (kurz COS Awards) als „Nachwuchssportler des Jahres“ nominiert.
Nicht einmal ein Jahr später gab der Offensivakteur schließlich sein Debüt für A-Nationalmannschaft seines Heimatlandes, für die er am 20. August 2014 in einem freundschaftlichen Länderspiel gegen Kuba debütierte und dabei, wie auch bei seinem Vereinsdebüt, seinen ersten Treffer bei diesem 4:0-Sieg erzielte. Unter Hernán Darío „Bolillo“ Gómez wurde er auch im darauffolgenden Jahr bei einer 0:2-Niederlage gegen die Vereinigten Staaten am 8. Februar 2015 als Ersatz für Alfredo Stephens eingesetzt; dies war bis dato (Stand: 25. Februar 2016) auch sein letzter Auftritt für die A-Nationalelf Panamas. Bereits Anfang des Jahres 2015 wurde Ismael Díaz auch erstmals in die Panamas U-20-Nationalteam einberufen und kam unter dem Argentinier Leonardo Pipino als Teil des 20-Mann-Aufgebots an der CONCACAF U-20-Meisterschaft 2015 in Jamaika zu seinem Mannschaftsdebüt. Nach dem klaren Gruppensieg in der Gruppe A mit fünf Siegen aus ebenso vielen Spielen und einer Tordifferenz von 9:0 schied Panama abermals im Finale gegen Mexiko, diesmal jedoch erst im Elfmeterschießen, aus. Wie auch die restlichen auf den Plätzen 1 bis 4 rangierenden Mannschaften qualifizierte sich auch Panamas U-20-Auswahl damit für die U-20-Fußball-Weltmeisterschaft 2015 in Neuseeland. Ismael Díaz wurde bei der Endrunde in Jamaika in drei Spielen seiner Mannschaft eingesetzt, in denen ihm insgesamt vier Tore gelangen und er am Ende als Stürmer in die „Beste 11 des Turniers“ gewählt wurde. Bei der WM-Endrunde kam er gleich beim Auftakt der Mannschaft am 30. Mai 2015 im Gruppenspiel gegen Argentinien. Mit der Mannschaft schied er daraufhin abermals als Gruppenletzter der Gruppe von der laufenden Endrunde aus. Bis zu diesem Zeitpunkt wurde er in jedem Länderspiel seiner Mannschaft eingesetzt, blieb dabei selbst allerdings torlos. Anfang Januar 2016 gewann er die Auszeichnung „Nachwuchssportler des Jahres“ 2015 bei den COS Awards.

## Erfolge
mit dem Tauro FC
- 1× Sieger der Apertura der Liga Panameña de Fútbol: 2013

mit der panamaischen U-17-Nationalmannschaft
- 1× Finalist der CONCACAF U-17-Meisterschaft: 2013

mit der panamaischen U-20-Nationalmannschaft
- 1× Finalist der CONCACAF U-20-Meisterschaft: 2015